# Aposthonia hainanensis
Aposthonia hainanensis is een insectensoort uit de familie Oligotomidae, die tot de orde webspinners (Embioptera) behoort. De soort komt voor in China.
Aposthonia hainanensis is voor het eerst wetenschappelijk beschreven door Lu in 1990.